# Sant Jaume de Torre d'en Dac
Sant Jaume de Torre d'en Dac és una capella romànica de Lladurs (Solsonès) protegida com a Bé Cultural d'Interès Local.

## Descripció
Es tracta de les restes d'una antiga capella romànica aïllada que es troben en un dels coberts de la masia Torre d'en Dac, envoltada de cultius i bosc, al poble de Lladurs. El cobert de planta irregular, d'una planta i coberta a doble vessant conserva les restes de la porta de l'antiga església feta de dovelles amb arc rebaixat i brancals de pedra escairada. Aquesta porta es troba tapiada amb el mur de pedra de la façana del cobert.